# Battle Realms: Winter of the Wolf
Battle Realms: Winter of the Wolf – komputerowa gra strategiczna czasu rzeczywistego, wydana w 2002 roku przez Liquid Entertainment.
Battle Realms: Winter of the Wolf jest prequelem, będącym samodzielnym dodatkiem do Battle Realms, względem której zostało wprowadzone wiele zmian – m.in. nowe postacie i jednostki oraz został ulepszony silnik graficzny.

## Zmiany i nowości
Jedną z nowości jest nowa kampania, opowiadająca o podróży Graybacka i Klanie Wilka. Jest on powstańcem, który planuje obalić Lotosa i przywrócić wolność swojemu klanowi. Wykorzystując spryt i siłę, razem z przyjaciółmi, obalił trwającą już trzy dekady mękę i przywrócił pokój swojemu ludowi.
Mamy do przejścia 11 misji, z czego pierwsze cztery mają na celu uwolnienie robotników z kopalni. Po tym cyklu zaczyna się oblężenie kraju Lotosu i odzyskiwanie dawnych terenów.
Do dodatku dodano po dwie jednostki (1 Mistrz Zen i jedną jednostkę w ulepszonym budynku "Rynek") i jednym nowym budynku – ulepszonym Rynkiem.